# موریس هیرش (بازیکن فوتبال)
موریس هیرش (انگلیسی: Maurice Hirsch؛ زادهٔ ۳۰ مهٔ ۱۹۹۳) بازیکن فوتبال اهل آلمان است.
از باشگاه‌هایی که در آن بازی کرده‌است می‌توان به باشگاه فوتبال گروتر فورث و باشگاه فوتبال هانوفر ۹۶ اشاره کرد.